# Boulevard des Adieux
Porte des Adieux
Le boulevard des Adieux est une voie publique de la commune française de Grenoble, dans le département français de l'Isère, en région Auvergne-Rhône-Alpes. 

## Situation et accès
Située dans le quartier Exposition-Bajatière (Mutualité), en limite du quartier de L'Île verte, cette voie est positionnée non loin du cimetière Saint-Roch auquel elle doit son nom mais également des trois tours de ce dernier quartier qui sont les plus hauts bâtiments de la ville. 

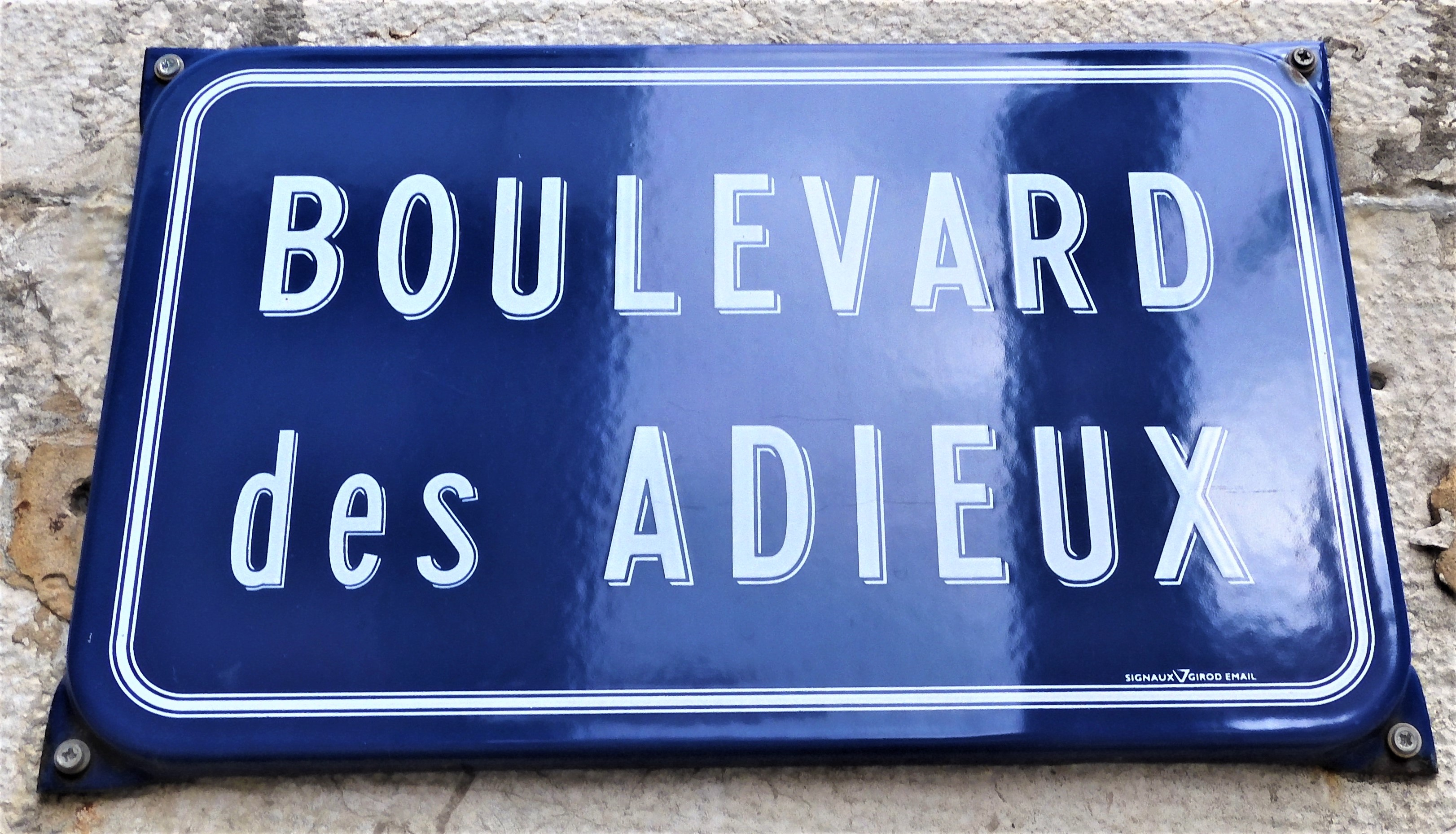
Plaque de rue

L'actuel boulevard des Adieux, positionné dans la partie orientale du territoire de la commune de Grenoble, selon les coordonnées indiquées par les cartes IGN, permet de relier l'angle de rue Hébert et de l'avenue Saint-Roch à la rue Malakoff selon un axe nord-sud.
L'ancien boulevard se terminait par une porte de ville monumentale, dénommée porte des Adieux, qui marquait l'entrée orientale de l'enceinte qui entourait la ville de Grenoble au XIXe siècle. Le site a été ensuite été transformé après la démolition de l'enceinte militaire dans les années 1920.
Avant sa démolition, la porte des Adieux était située au début de l’avenue de Saint Roch, juste après le passage sous l’immeuble de la Mutualité, au bout de la rue Hébert.
Cette voie, positionnée entre le quartier Exposition-Bajatière, auquel elle appartient et celui de l'Île Verte, est accessible aux passants depuis n'importe quel point de la ville. Le secteur de cette voie qui n'abrite aucun bâtiment notable est assez éloigné des principales lignes de transport locaux mais elle tout de même desservie par les lignes de bus 13 et 16 qui desservent également le cimetière (arrêt Saint-Roch).

## Origine du nom
À l'origine, ce boulevard, alors situé plus près du cimetière principal de la ville, permettait de rejoindre le principal cimetière de la ville de Grenoble au XIXe siècle. Il était donc emprunté par les convois funéraires qui traversait la porte de l'enceinte militaire à cet endroit.

## Historique

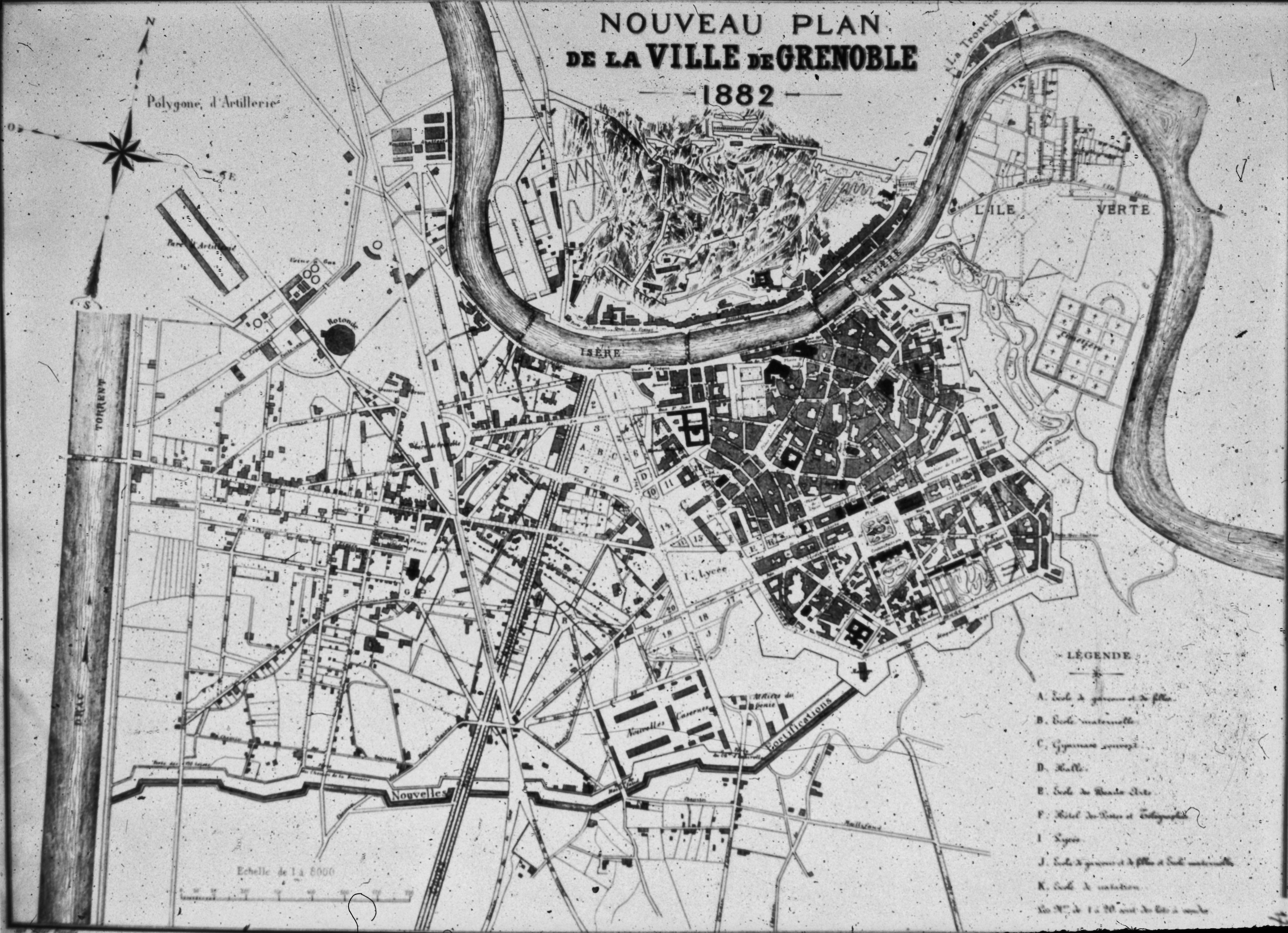
Sur ce plan de 1882, le boulevard des adieux se situe entre les fortifications et le cimetière Saint-Roch (partie à droite)

### La porte des Adieux
La porte des Adieux a été créée à la fin de la première moitié du XIXe siècle, lors de l’édification de l’extension de l’enceinte de Grenoble par le Général Haxo et faisait partie de l'ensemble des cinq portes de cette enceinte avec la porte de la Tronche, la porte Très-Cloitre (proche de la porte des Adieux), la porte des Alpes et la porte de Bonne.
Située dans l’enceinte Haxo, la porte des Adieux est représentée pour la première fois sur une carte de la ville en 1862. Lorsque le tramway fait son apparition à Grenoble à la fin du XIXe siècle, la porte des Adieux, pourtant jugée préalablement d’un gabarit suffisant ne peut pas passer et dès lors cet ouvrage d'art est condamné à disparaitre.
En 1924, la municipalité vota un premier crédit d’un million de francs pour financer les travaux d’arasement des fortifications et la porte fut démolie.

### Le boulevard des Adieux
Lié à la porte du même nom, le premier boulevard des Adieux permettait de sortir de l'enceinte militaire afin de rejoindre le cimetière Saint-Roch depuis la rue Hébert qui débute Place de Verdun. Son emplacement a été ensuite modifié au fil du temps et de la réorganisation complète du secteur. En fait, l'appellation « boulevard des Adieux »  n'a jamais fait l'objet d'une décision officielle.
Au début des années 1970, le projet Poma 2000, transport par câble prévue par la municipalité, devait entrainer l'installation du ligne au débouché du boulevard des Adieux. Un témoignage visible de ce projet existe encore dans ce secteur avec le passage sous un immeuble situé à l'angle de ce boulevard et de la rue Hébert.

## Bâtiments remarquables et lieux de mémoire
Le boulevard des Adieux se termine devant l'entrée principale de l'Immeuble « Le Forum », siège de Grenoble-Alpes Métropole, situé au n° 3 de la rue Malakoff.
Un vestige du rempart de l'enceinte Haxo du XIXe siècle est encore visible à l'angle du boulevard des Adieux et de la rue Malakoff. Cette partie du rempart conduit jusqu'à un bastion (dénommé « bastion N°9 ») qui a été entièrement conservé.
La MJC du secteur Mutualité/Préfecture dénommée « Le Bastion » qui comprend un vaste espace ludique extérieur destiné aux enfants est située boulevard des Adieux. Un espace sportif dénommé « Bastion 9 » de type « Plateau EPS / Multisports / city-stades » est situé à proximité immédiate de la MJC.

Quelques photos du boulevard des Adieux
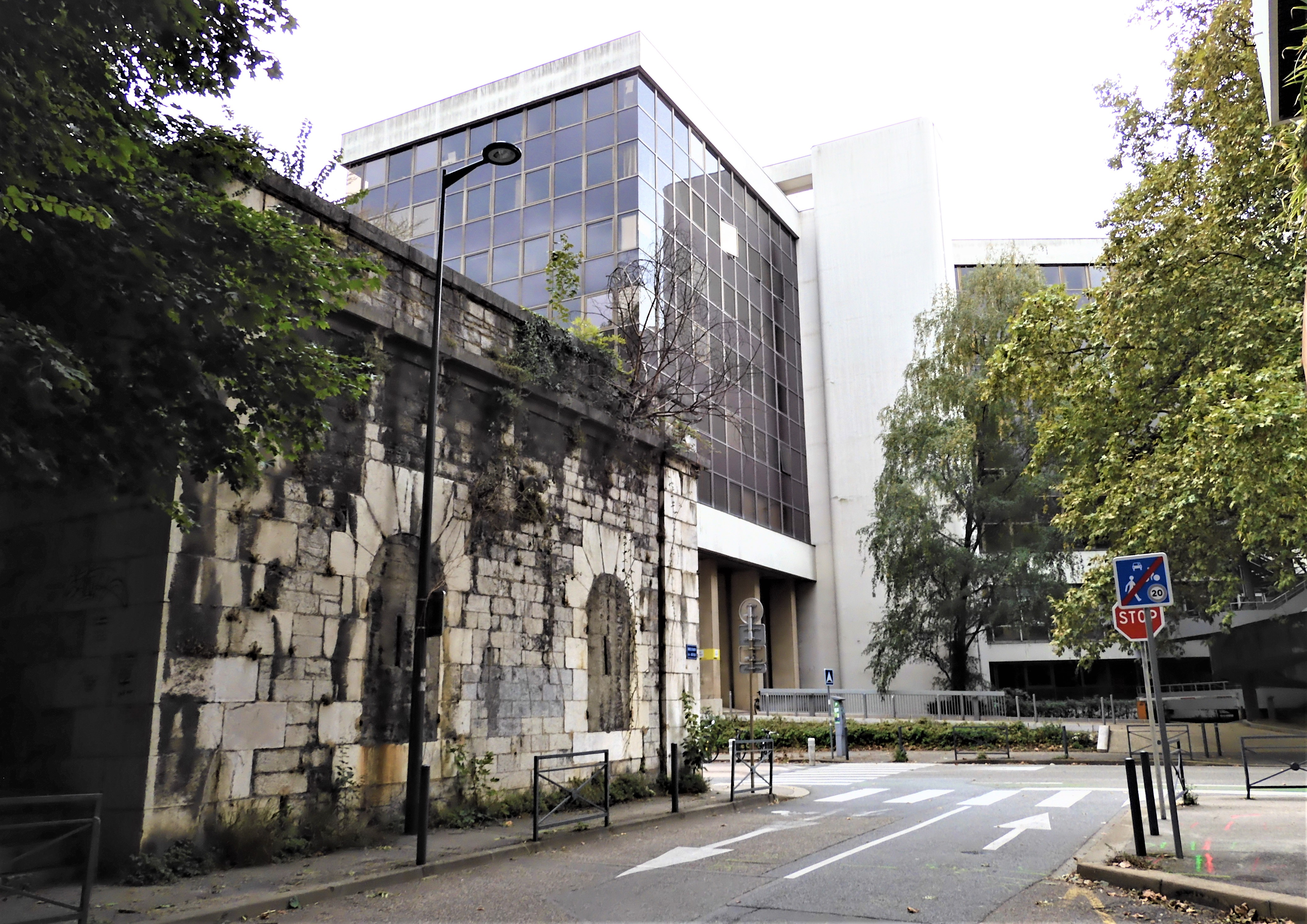
Bastion N°9 avec le siège de Grenoble-Alpes Métropole.
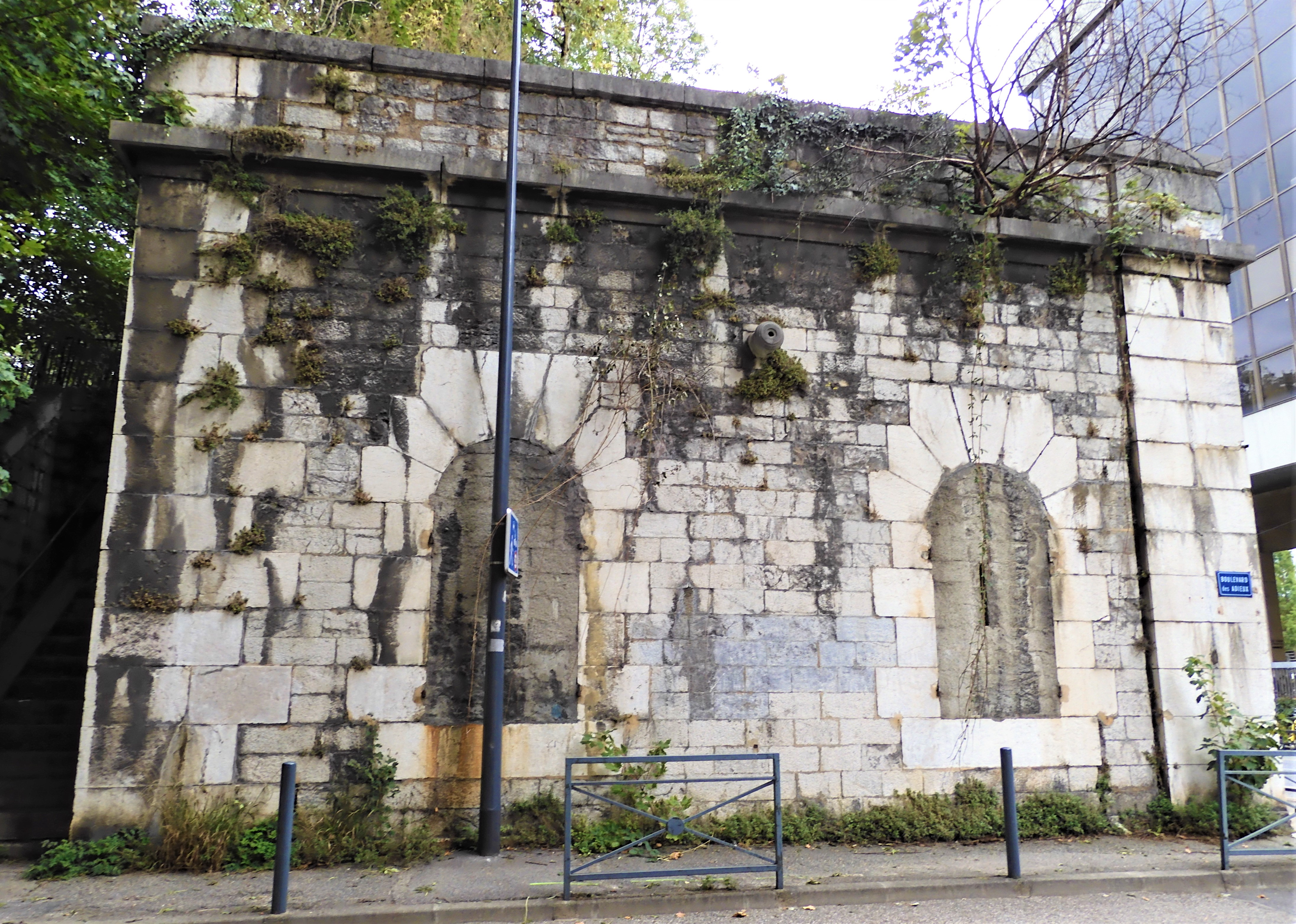
Le bastion N°9 sur le boulevard des Adieux.
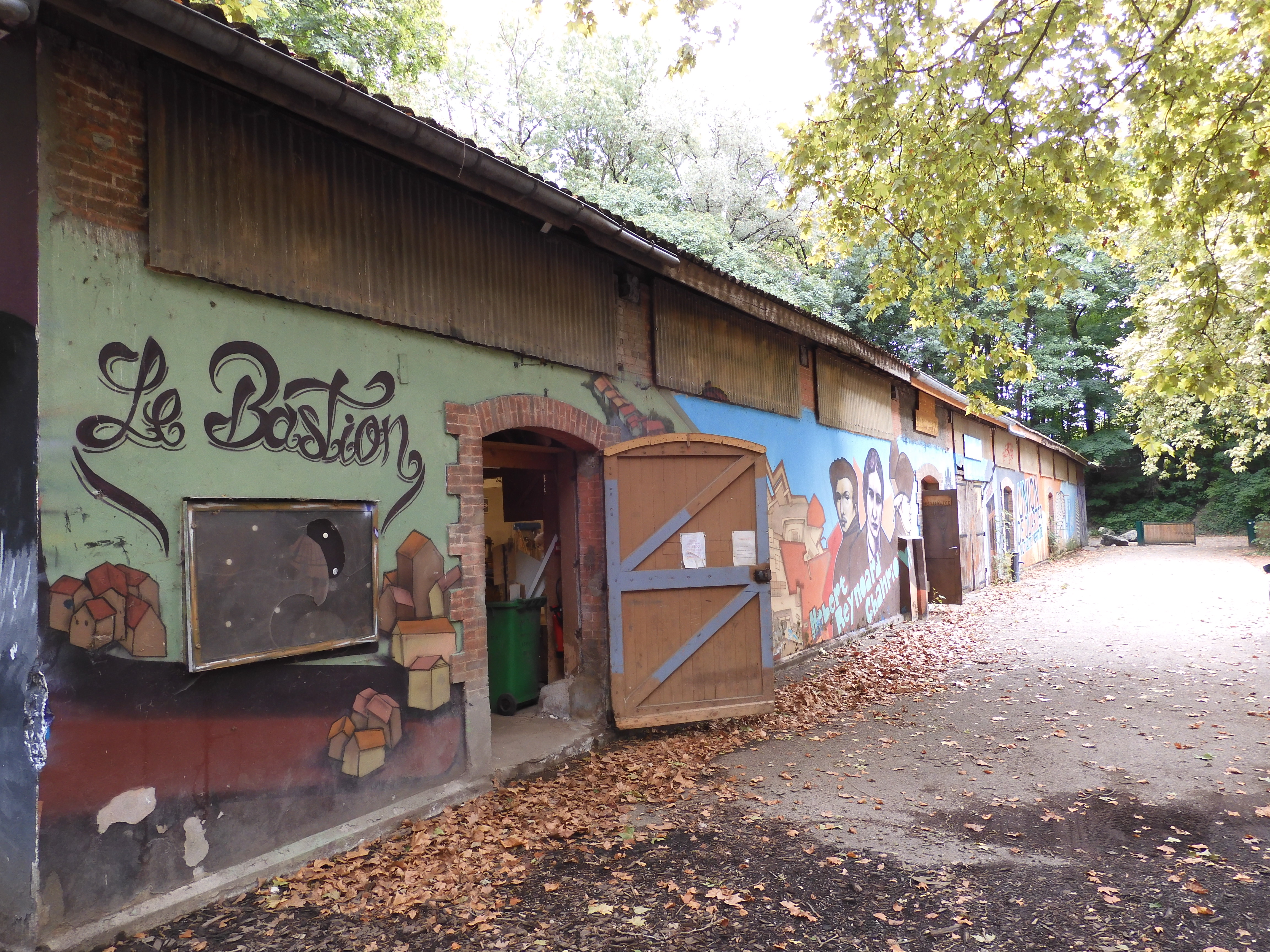
Batiment de la MJC Le Bastion, face au boulevard des Adieux.
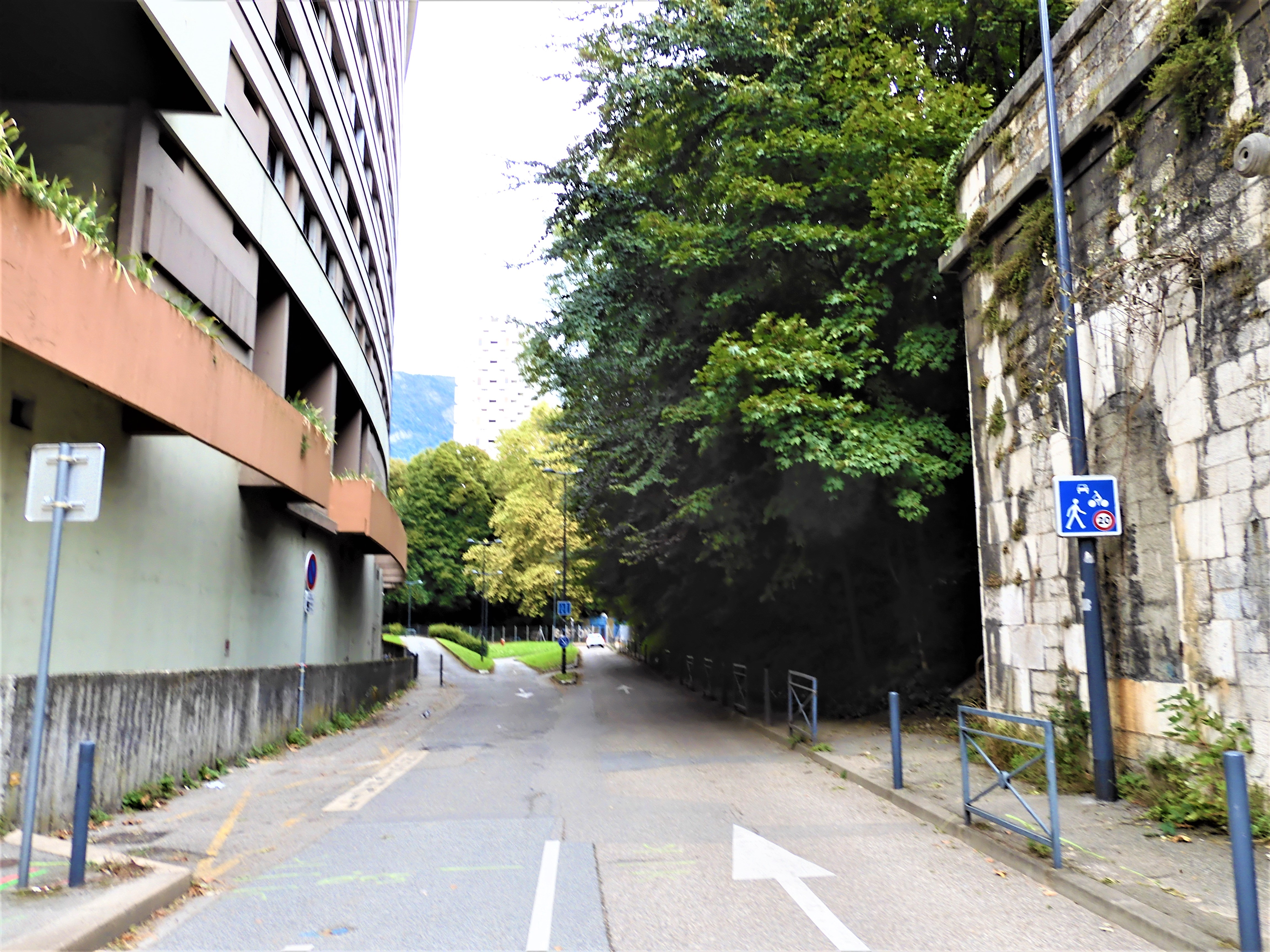
Boulevard des Adieux depuis la rue Malakoff.
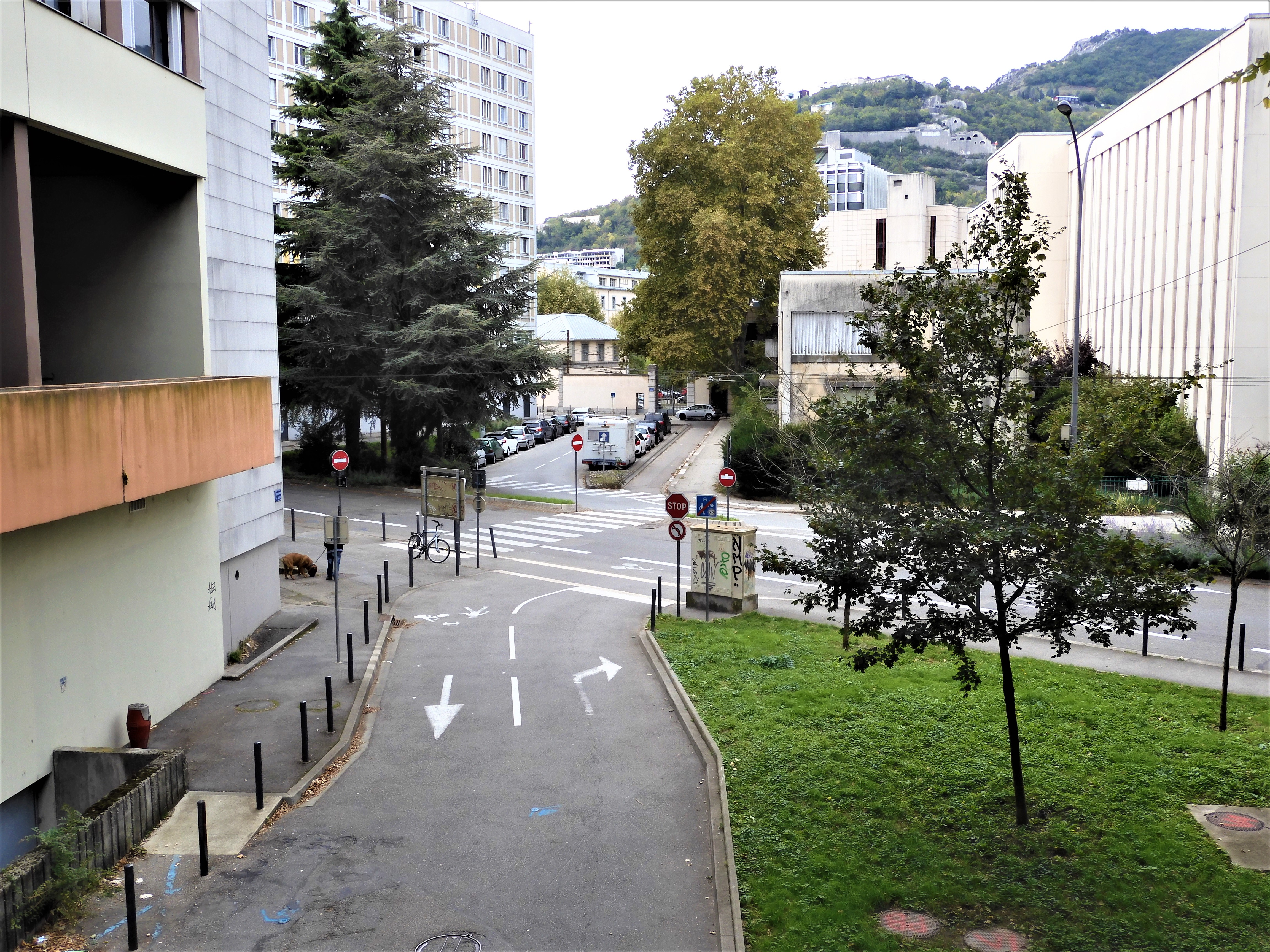
Carrefour du boulevard des Adieux et de la rue Hebert.